# 볼링엔

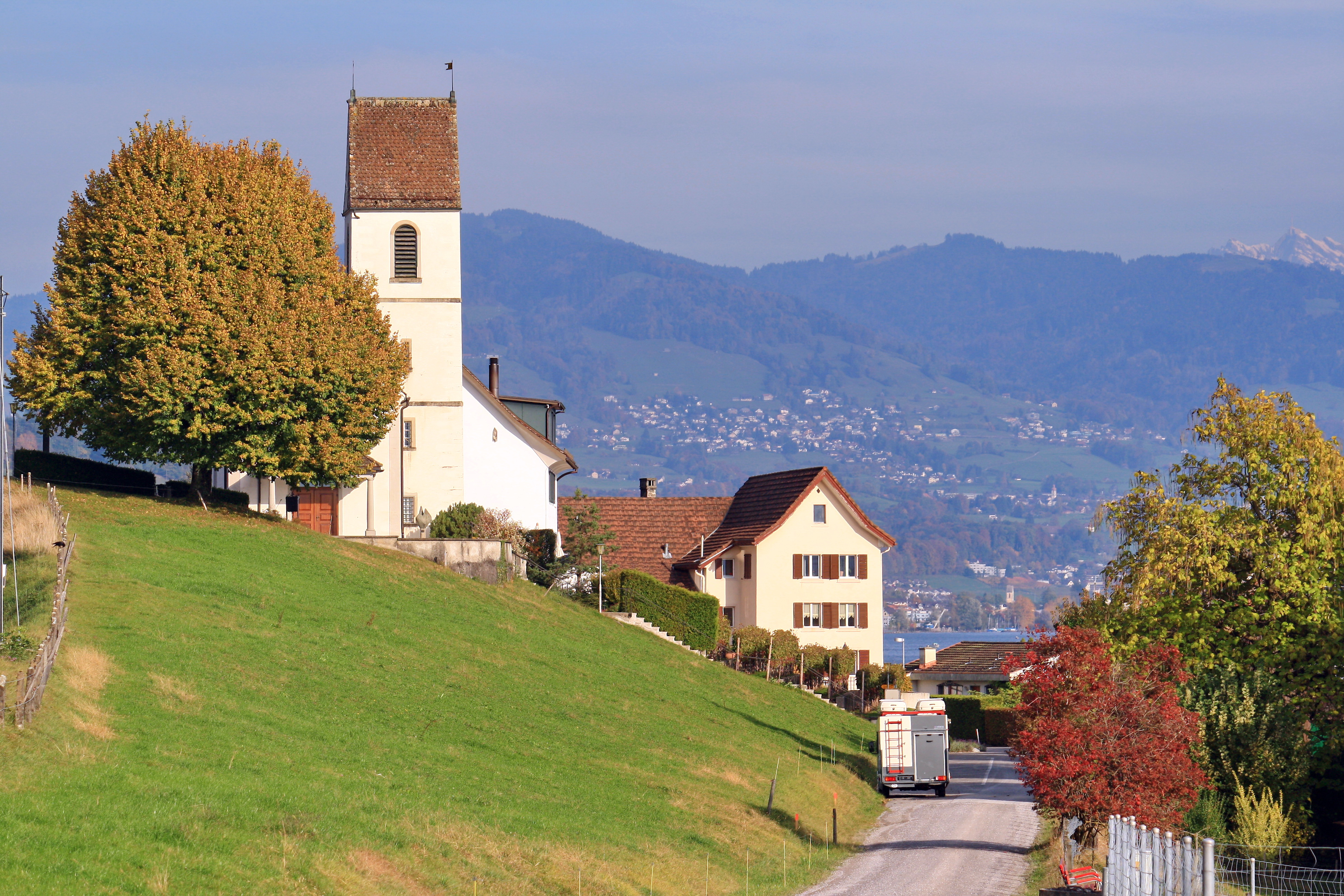
배경에 볼링엔, 시메리콘과 우츠나흐

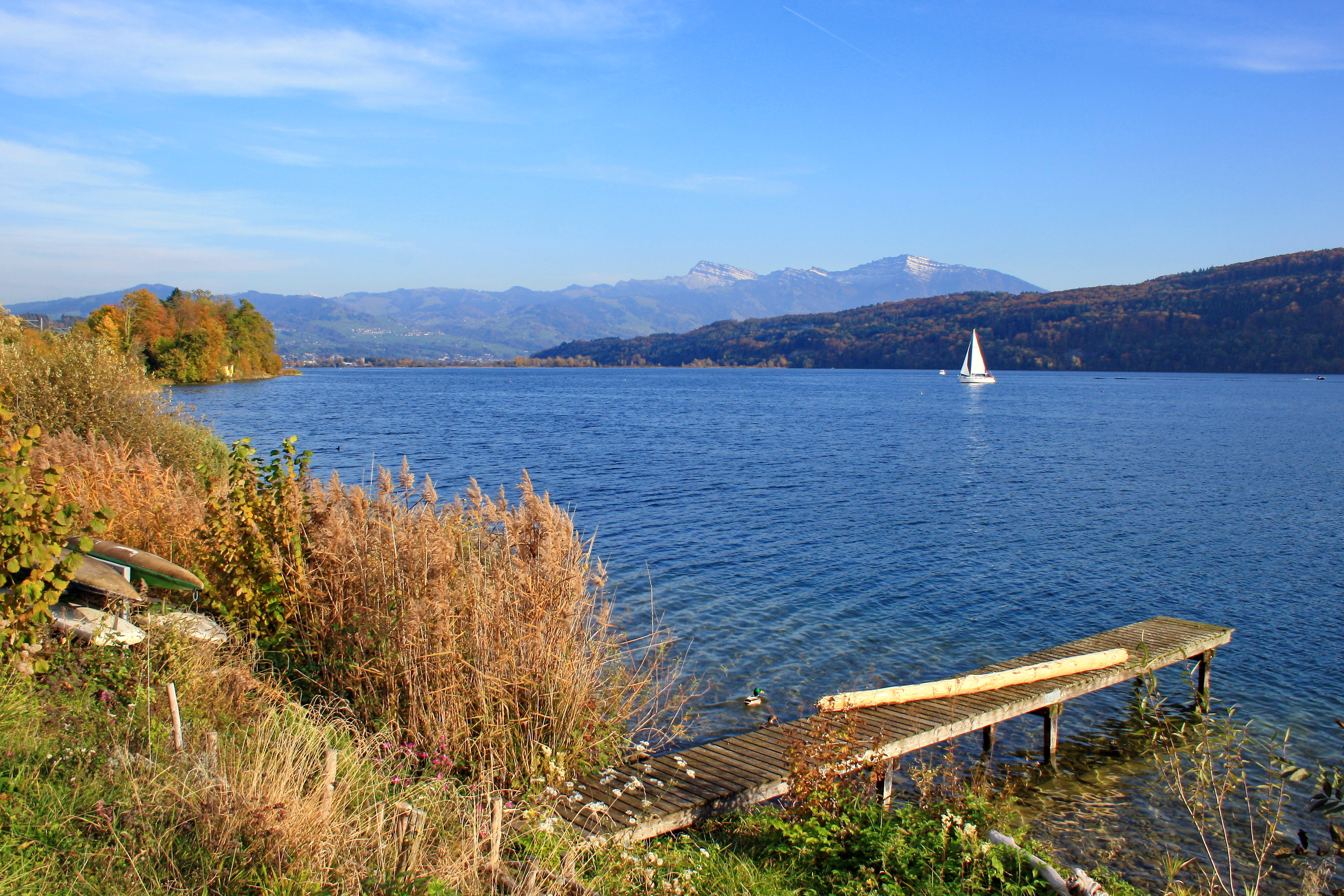
배경으로 볼링엔, 벤켄의 오버제

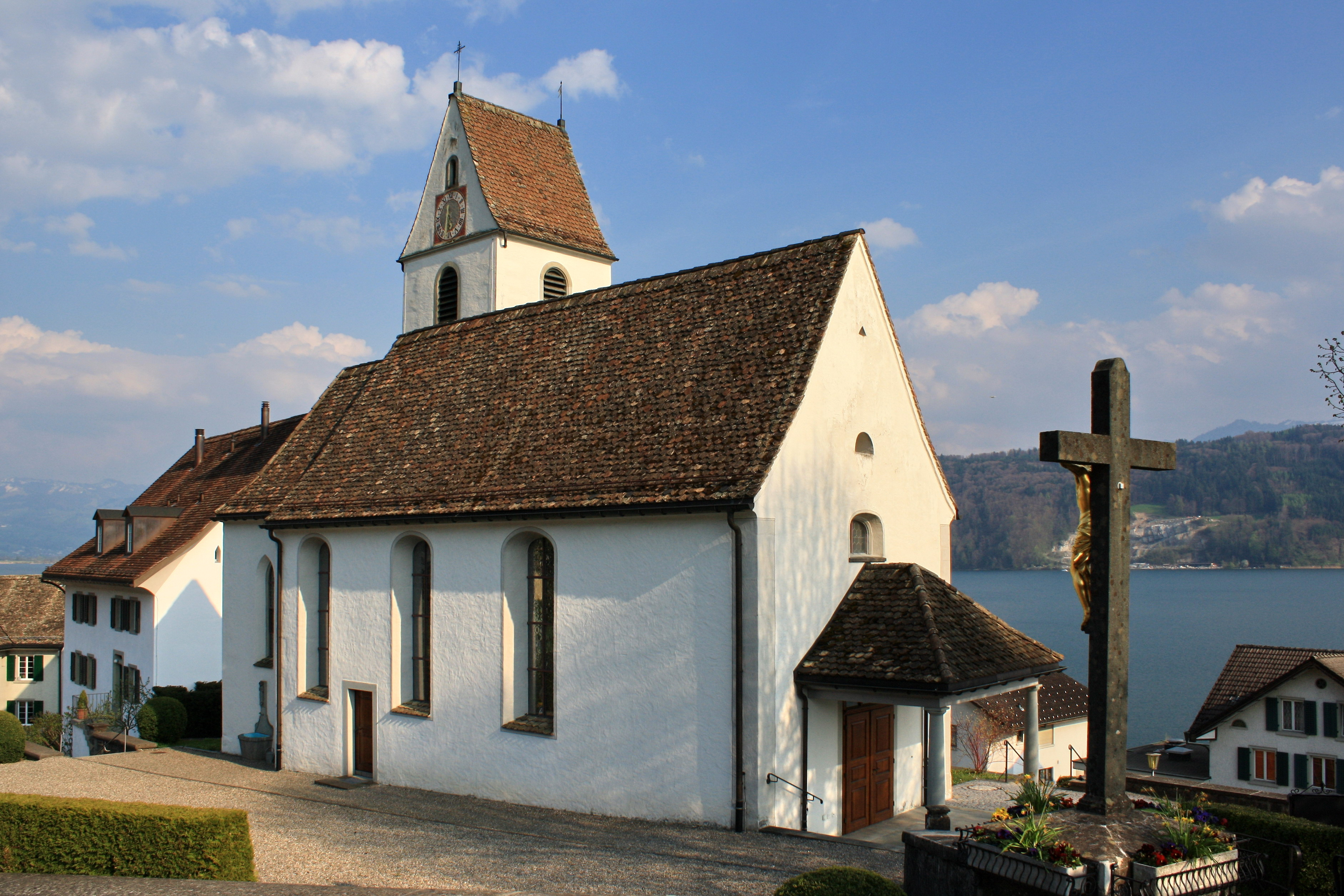
운터볼링엔의 성 판크라티우스 교회

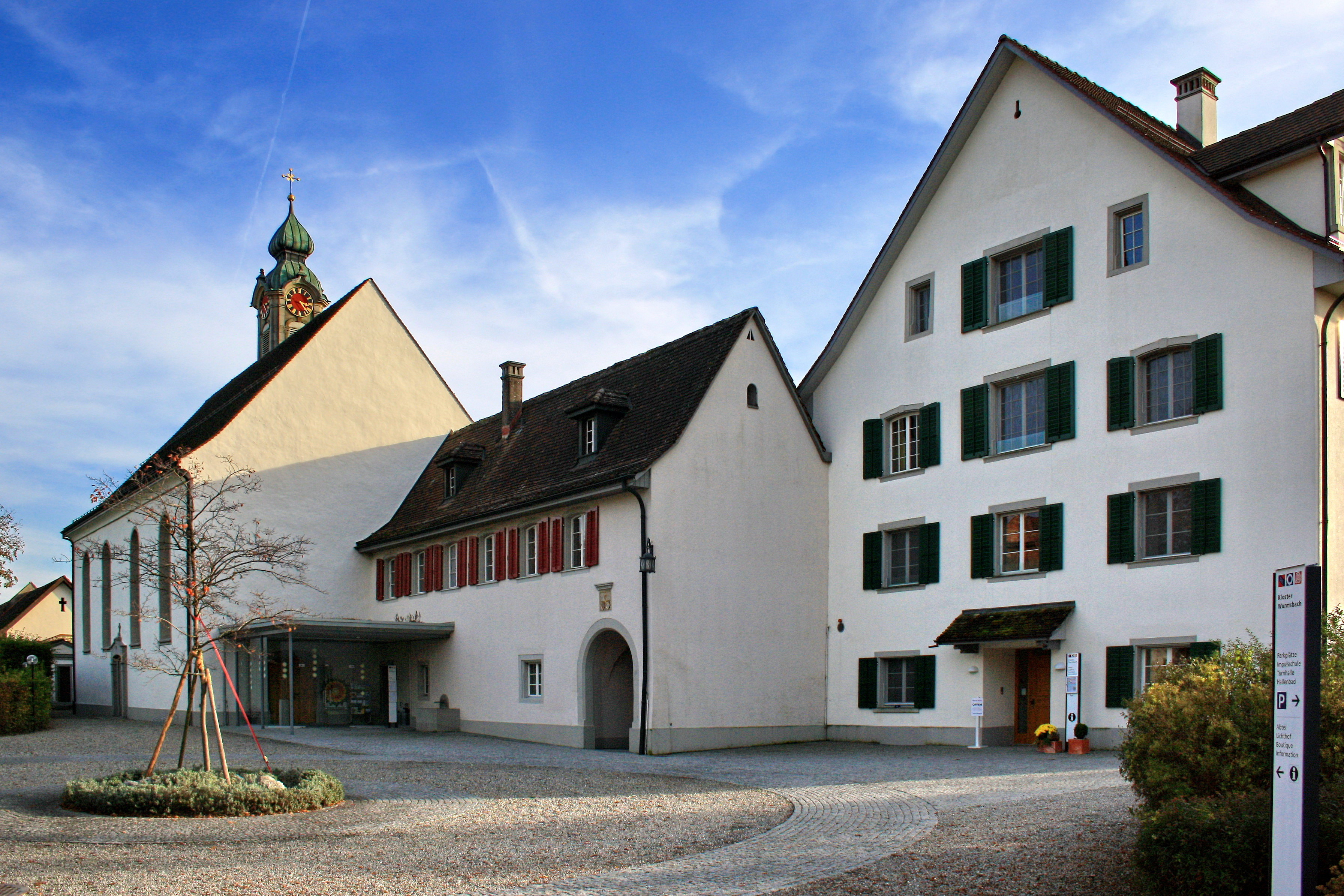
마리아첼 부름스바흐 수도원

볼링엔(독일어: Bollingen)은 스위스 장크트갈렌주에 있는 라퍼스빌-요나의 시정촌 내에 있는 마을(Kirchdorf)이다.

## 지리
마을은 요나와 시메리콘 사이에 있는 취리히 호수(오버제)의 북쪽 해안을 따라 위치해 있다. 볼링엔은 요나의 이전 지자체의 일부였다. 2007년 1월 1일 라퍼스빌의 이전 지자체와 요나가 합병하여 새로운 정치 단체인 라퍼스빌-요나를 형성했다.

## 역사
볼린겐의 사암은 로마 제국 시대에도 사용되었을 지 모르지만, 볼린저 사암은 기원후 1000년 이후로 추출되어 가공된 것으로 추정된다. 무엇보다도 취리히의 그로스뮌스터 및 프라우뮌스터 교회, 아인지델른 및 장크트갈렌 수도원, 또는 마이센 길드하우스(Zunfthaus zur Meisen)이 1757년 취리히의 뮌스터호프 광장에 세워졌다.
중세 유럽에서 운터볼링엔과 오버볼링엔이라는 두 정착지는 나중에 라퍼스빌 백작의 라퍼스빌 영지의 일부로 언급된다. 라퍼스빌성에서 봉인된 최초의 문서는 뤼티 수도원에 운터볼링엔 교회를 기증한 것과 관련이 있으며, 1229년에 루돌프 폰 라퍼스빌 백작의 증인으로서 라퍼스빌 마을의 시민을 언급하기도 한다. 오버볼링엔 반도에는 성 니콜라스 예배당이 언급되어 있으며, 1229년경에 뤼티 수도원과 관련된 프레몽트레회 수녀원인 작은 시토회 수녀원이 라퍼스빌 백작에 의해 설립되었다. 1267년에 인근 마리아첼 부름스바흐 수도원과 통합되었다. 1519년에 성 판크라스를 기리는 새로운 교회가 운터볼링겐에 문을 열었다. 취리히의 종교 개혁 이후 교회는 라퍼스빌 시에 인수되어 하일리크가이스트슈피탈(Heiliggeistspital)과 통합되었지만, 1871년 이후로는 자체 교구 교회가 되었다.

## 볼거리
볼링엔은 카를 구스타프 융이 지은 ‘탑’으로 유명하다. 또 다른 주목할만한 사이트는 부름스바흐 수도원이다.

## 교통
부름스바흐 수도원과 마을 중간쯤에 기차역이 있었는데 경제적인 이유로 2004년에 문을 닫았고 요나로 가는 버스로 대체되었다.

## 문학
- 오이겐 할터(Eugen Halter) : 《요나 교회의 역사》(Geschichte der Gemeinde Jona). 1970년 스위스 취리히 출판사.